# Tryonia angulata
Tryonia angulata е вид коремоного от семейство Hydrobiidae.

## Разпространение
Видът е разпространен в САЩ.